# 工厂大门

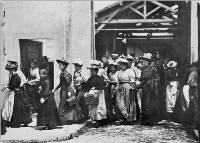
卢米埃尔拍摄的第一部电影, "从卢米埃尔工厂下班" (1895)

《工人离开里昂的卢米埃尔工厂》（法語：La Sortie de l'Usine Lumière à Lyon)，又称雇员离开卢米埃尔工厂（英語：Employees Leaving the Lumière Factory）、离开工厂（英語：Exiting the Factory）和工厂大门，是一部拍摄于1895年的法国黑白无声短片，由路易·卢米埃尔执导并制作，它是第一部被放映的电影。而已知的最早生产的电影是朗德海花园场景。

## 内容
这部电影有三个不同的版本，它们在很多方面都不同，包括服装风格的变化展示了他们拍摄的不同季节。他们通常被称为“一匹马”、“两匹马”和“无马”版本，指的是在前两个版本中出现的马车(在原版中是一匹马，在第一次重拍中是两匹马)。1896年，另一部主题相同的电影拍摄了另一家工厂(或同一工厂的另一个入口)，里面有不同的人。